# Christian Georg Wilpert
Christian Georg Wilpert, ab 1795 Christian Georg(e) von Wilpert (* 8. März 1742 in Mitau; † 11. Juni 1813 in Siuxt) war ein deutsch-baltischer evangelisch-lutherischer Geistlicher.

## Leben
Christian Georg Wilpert war ein Sohn des Arztes Georg Friedrich Wilpert (1700–1755) aus Neubrandenburg, der nach seinem Studium an der Universität Leiden nach Kurland gekommen war und in Mitau praktizierte, und dessen Frau Elisabeth, geb. Rauert († 1796). Der Kaufmann und Bürgermeister von Riga Jakob Friedrich Wilpert (1741–1812) war sein Bruder.
Er besuchte die Stadtschule in Mitau. Von 1762 bis 1765 studierte er Evangelische Theologie  an der Universität Königsberg. Hier war er Studiengenosse von Johann Gottfried Herder. Im Frühjahr 1765 ging er für ein Semester an die Universität Jena und im Herbst für ein Jahr an die Universität Göttingen. Nach seiner Heimkehr 1766 war er eine Zeitlang Hauslehrer bei Starost Korff in Nerft. 1771 wurde er Adjunkt von Pastor Hartmann zu Nerft und Ilsenberg (Ilzu baznīca), wofür er am 16. Mai ordiniert wurde. Er wohnte aber weiterhin auf dem Gut Nerft.

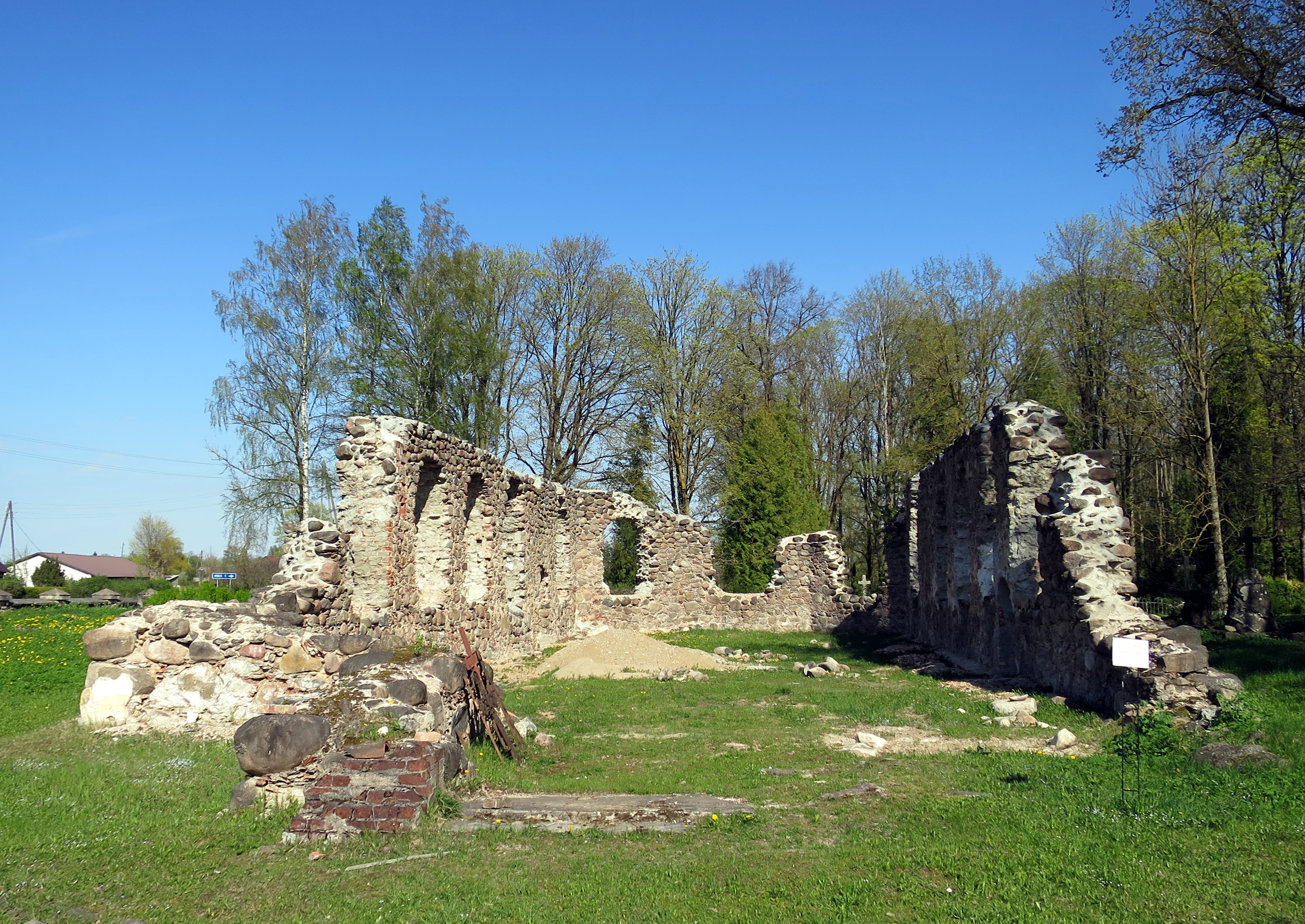
Ruine der 1944/45 zerstörten Kirche in Siuxt (2016)

Schon im folgenden Jahr, am 14. September 1772 erhielt er die Berufung zum Pastor von Siuxt (Džūkste) mit der Filialkirche Jrmlau (Irlava). In Siuxt blieb er bis an sein Lebensende und begründete so eine Pastorendynastie, die von 1772 bis 1906 über vier Generationen das Pastorat in Siuxt/Džūkste innehatte.
1776 lehnte er einen Ruf zum deutschen Pastor in Doblen ab, ebenso 1785 die Berufung zum Superintendenten und deutschen Frühprediger in Mitau. 1800 erhielt er vom Justiz-Collegium den Titel Propst. Am 28. April 1802 erfolgte seine Berufung zum Propst des Doblenschen Kirchenbezirks. 1804 wurde er zur Beratung über eine neue Liturgie nach St. Petersburg berufen. Als Dank für seine Tätigkeit erhielt er von Zar Alexander I. einen Brillantring. 1806 erfolgte seine Ernennung zum Konsistorialrat im Kurländischen Konsistorialbezirk.
Er war verheiratet mit Elisabeth Conradi (1754–1774), einer Tochter des Obersekretärs Johann Friedrich Conradi in Mitau. Nach deren Tod heiratete er deren Schwester Anna Wilhelmine Conradi († um 1805). Aus der zweiten Ehe stammten sechs Söhne:
- Friedrich Maximilian (1776–1803), Theologiestudium in Jena, wo er dem Unitistenorden angehörte[4], ab 1801 bis zu seinem frühen Tod Adjunkt seines Vaters
- Georg Ernst (1781–1817), Kaufmann, gestorben in Montpellier
- Carl Ludwig (1785–1861), 1808–1813 Adjunkt seines Vaters, dann dessen Nachfolger, Generalsuperintendent von Kurland
- Eduard Philipp (1787–1812), Kaufmann in Riga
- Johann Christian (1790–1870), Jura-Studium in Dorpat, 1808 Mitstifter der Curonia Dorpat[5], livländischer Hofgerichts-Advokat, Besitzer von Kasuppen/Kazupes
- Gustav Ewald (1795–1870), Jurastudent in Heidelberg und Jena, dort Mitstifter der Urburschenschaft, Hofgerichtsadvokat in Riga

Die Tochter Elisabeth Wilpert († 1799) heiratete Carl Christian Schiemann, nach ihrem frühen Tod gefolgt von ihrer Schwester Agnesa Benigna.
Am 8. März 1795 erhielt Christian Georg Wilpert gemeinsam mit seinem Bruder durch Kaiser Franz II. ein Reichsadels-Diplom. Damit begründeten sie das deutsch-baltische Adelsgeschlecht von Wilpert. Die auf Jakob Friedrich Wilpert zurückgehende Linie starb schon mit seinem Sohn, dem Rigaer Arzt Carl von Wilpert (1778–1839), im Mannesstamm aus, so dass alle weiteren Abkömmlinge von Christian Georg Wilpert abstammen. Als Pastor verzichtete er auf das Führen des Adelsprädikats von. Erst seit dem Ende des 19. Jahrhunderts wurde das Adelsprädikat von seinen Nachkommen wieder allgemein geführt.

## Werke
Christian Georg Wilpert veröffentlichte eine Reihe von Gelegenheitsschriften, darunter:
- Am Sarge seiner geliebten Tochter Lisette Schiemann / gesprochen von ihrem Vater C. G. Wilpert, Mitau, am 29sten Januar, 1799. Riga 1799 (Digitalisat)
- Unsern ehrwürdigen Eltern an Ihrem funfzigjährigen Hochzeit-Jubelfeste zum Andenken der dankbarsten Verehrung / gewidmet von C. G. Wilpert und A. W. Wilpert, geb. Conradi. Riga 1799 (Digitalisat)
- (beteiligt an): Gesammelte Urtheile und Bemerkungen über den Sahlfeldtschen Kirchenordnungs-Entwurf. Erstes Heft, Mitau 1808 (Digitalisat)